# Hallo Moskva
Hallo Moskva er en dansk dokumentarfilm fra 1993, der er instrueret af Kristoffer Nyholm efter manuskript af ham selv og John Stefan Olsen.

## Handling
Telefonbygningen i Moskva. Nervecenteret i det russiske telefonnet. Der gøres klar til et historisk øjeblik, hvor præsident Boris Jeltsin skal tale med statsminister Poul Nyrup Rasmussen via tv-skærm. Sitrende stemning af spænding. Samtidig arbejdes der intenst i Tåstrup. Vil man nå at få signalerne igennem? Forinden er der gået seks år med forhandlinger og et kæmpearbejde med at nedlægge et stort lyslederkabel over enorme strækninger. Men der er tradition for, at Danmark er knudepunktet for kommunikation mellem øst og vest. Allerede i 1879 sørgede den første direktør for Det Danske Telegrafvæsen, Peter Faber, for en forbindelse mellem Fredericia og det fjerne østen, og nu skal Rusland gives bedre kommunikationsmuligheder. Det lykkes, Boris Jeltsin og Poul Nyrup Rasmusen rækker på skærmen hver for sig hånden ud til et samarbejdets håndtryk. Champagnepropperne springer i Tåstrup, vodkaen flyder i Moskva.